# Stožec (góra)
Stožec (pol. Stożek, niem. Schöber) – wzniesienie (665 m n.p.m.) w masywie Gór Łużyckich w paśmie Sudetów Zachodnich, w Czechach.

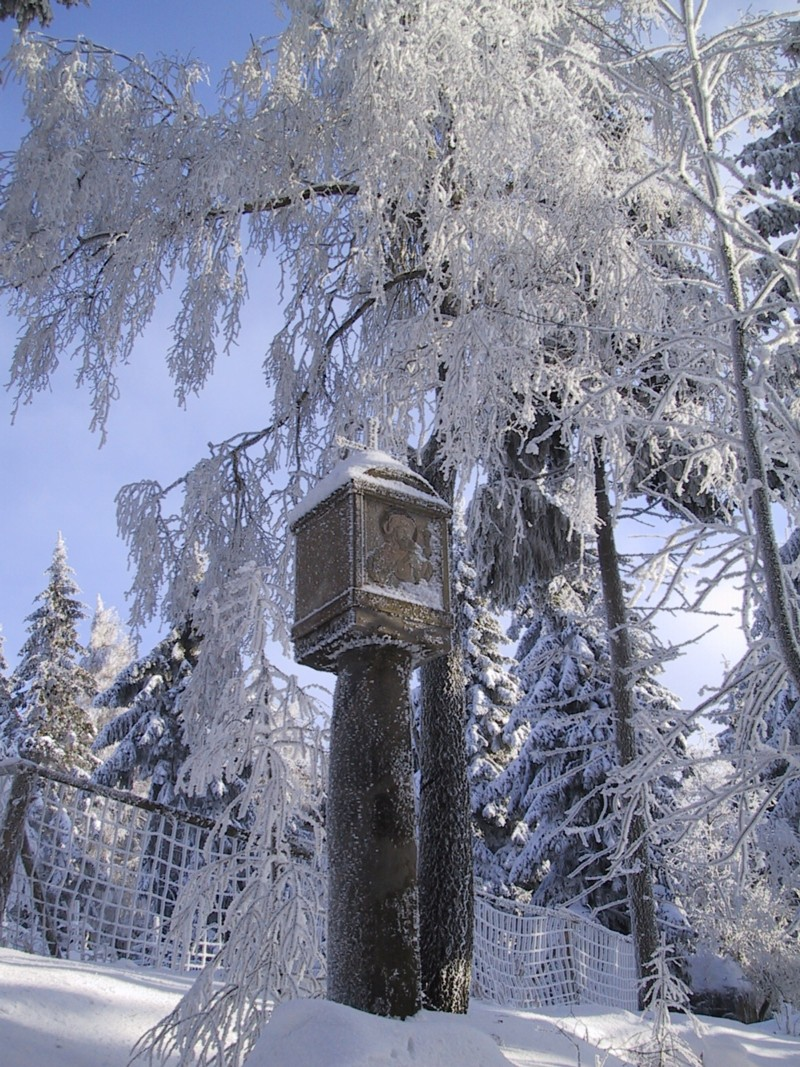
Figura słupowa przy Starej Drodze Praskiej

Góra położona jest w północnych Czechach w południowo-zachodniej części Gór Łużyckich 8 km na północ od miasta Nový Bor i około 2 km na północny wschód od miejscowości Kytlice.
Charakterystyczne wzniesienie o wyrazistym kopulastym kształcie z płaską i rozległą powierzchnią szczytową o niezbyt stromych zboczach, swoim kształtem przypomina płaski kopiec. Wznosi się we wschodniej części jednego z grzbietu Gór Łużyckich, ciągnącym się bezpośrednio po zachodniej stronie przełęczy Stožecké sedlo, a stacją kolejową "Jedlowa", położoną po drugiej stronie.
Grzbiet, na którym wznosi się wzniesienie, zbudowany jest z trzeciorzędowych skał piaskowcowych i kredowych, które w kilku miejscach na zboczach góry są odsłonięte. Środek wierzchołka stanowią skały bazaltowo-oliwinowe. Płaski szczyt oraz zbocza porośnięte są lasem mieszanym z przewagą buka.
Przez wierzchołek przechodzi dział wodny. Woda z północno-wschodniego zbocza płynie do morza Bałtyckiego, a z południowo-zachodniego do Morza Północnego. U południowo-zachodniego podnóża położona jest strefa źródliskowa rzeki Kamenice.
Na południowo-zachodnim stoku znajduje się ścieżka, prowadząca po dawnej średniowiecznej drodze zwanej Droga praską. Przy ściężce stoi dobrze zachowany przydrożny słup graniczny z tamtego okresu. W okolicy wzniesienia znajdują się bunkry z 1937 roku zwane ropikami. Budowane w latach 1935-38 przy granicy czesko-niemieckiej, miały stanowić przygraniczną "betonową linię umocnień" obronnych.